# Minanga seyrigi
Minanga seyrigi är en stekelart som beskrevs av Granger 1946. Minanga seyrigi ingår i släktet Minanga och familjen bracksteklar. Inga underarter finns listade i Catalogue of Life.